# David Colling
David Colling, né le 16 avril 1983 à Messancy, en Belgique, est un historien antiquiste et haïkiste belgo-luxembourgeois.

## Biographie

### Enseignement et recherche
Titulaire d'une licence en histoire antique et d'un DEA en "Histoire, Représentations et Société" de l'université catholique de Louvain, David Colling y est assistant en histoire de 2005 à 2016 ; il encadre des séminaires d'histoire antique, ainsi que les cours d'épigraphie, d'heuristique de l'antiquité, et de méthodologie et pratique du discours universitaire. À côté de ses charges d'encadrements de cours, il mène des recherches sur l'intégration des soldats originaires de Belgique et de Germanies dans l'armée romaine impériale, recourant essentiellement aux sources épigraphiques,. Il est membre du Centre d'étude des mondes antiques (CEMA), rattaché à l'Institut des civilisations, arts et lettres (INCAL). Ses recherches et travaux sont placés sous la direction académique de la professeure Françoise Van Haeperen. Outre l'armée, il étudie les pratiques religieuses, ainsi que les institutions romaines, au sujet desquelles il écrit plusieurs articles. Il participe au projet interuniversitaire L'intégration de la province de Gaule Belgique dans l'Empire romain (université libre de Bruxelles, université de Séville et université catholique de Louvain), ainsi qu'à d'autres projets interdisciplinaires,.
Durant cette période, il bénéficie de plusieurs bourses du FNRS et de l'Institut historique belge de Rome, afin de mener ses recherches en Allemagne et à Rome, où il est pensionnaire de l'Academia Belgica ; il y côtoie notamment les historiens Anthony Alvarez Melero et Luc Courtois, le poète André Doms, ou le dramaturge Thierry Debroux. Il participe activement à des colloques scientifiques à travers l'Europe, sur le thème de l'armée romaine, comme à Ptuj ou à Lyon.

### Directeur-conservateur des musées d'Arlon
Parallèlement à ses tâches académiques, il est engagé en 2006 par l'Institut Archéologique du Luxembourg, pour lequel il travaille en tant que collaborateur scientifique jusqu'en 2012. Avec Laetitia Zeippen, archéologue engagée en-même temps que lui, ils ont pour mission de professionnaliser le fonctionnement du Musée archéologique d'Arlon,. Ils rédigent notamment un nouveau catalogue des collections permanentes,. À partir de cette date, il publie régulièrement de nombreux articles relatifs aux collections de l'Institut Archéologique du Luxembourg,,, ou plus globalement à l'histoire,,,, à l'archéologie,, ou à l'ethnographie de sa région (Publications recensées sous son profil LinkedIn).
En 2012, il devient conservateur du Musée Gaspar, à Arlon. Pendant une dizaine d'années, il y met notamment sur pied des expositions temporaires relatives à l'histoire et à l'art dans le Pays d'Arlon et en province de Luxembourg.
En 2022, le Musée Archéologique d'Arlon jusqu'alors géré par la Province de Luxembourg, est cédé à la Ville d'Arlon ; dès ce moment, David Colling en devient le nouveau directeur, s'employant à la conservation, à l'étude et à la diffusion du patrimoine gallo-romain arlonais, notamment en présentant la richesse des collections conservées au musée, ou prêtées par d'autres institutions dans le cadre d'expositions temporaires.

### Engagements sociétaux
Il est administrateur de l'asbl Amanoclair (Les Amis de l'Abbaye Noble de Clairefontaine (Belgique)), qu'il représente de 2011 à 2019 au conseil d'administration de la Charte européenne des abbayes et sites cisterciens, ; dans ce cadre, il participe à des colloques cisterciens à travers toute l'Europe,,,. Guide touristique conférencier breveté par le Commissariat général au Tourisme de la Région wallonne, il est membre, de 2017 à 2021, du comité technique des guides touristiques, chargé de conseiller le ministre du tourisme. Depuis 2023, il est expert effectif au Conseil d'héraldique et de vexillologie, organisme chargé de donner des avis en matière d'armoiries de personnes physiques et d'associations familiales au Gouvernement de la Communauté française de Belgique,.
Impliqué dans différentes institutions et mouvements associatifs de sa région, David Colling est souvent interpelé, en sa qualité d'historien, pour donner son avis sur des sujets d'histoire ou d'actualité par le biais d'interviews, d'articles,, ou de conférences. De 2012 à 2022, il est également Grand Tabellion de la Royale Confrérie du Maitrank d'Arlon, au sein de laquelle il présente annuellement les impétrants en alexandrins ; en 2016, à l'occasion d'une audience papale au Vatican, il remet les insignes d'Échanson d'honneur de la confrérie au Pape François,,.
Avec le diplomate Patrick Nothomb, le notaire Henri Bosseler et le linguiste Philippe Greisch, David Colling gère l'Association des Néo-Luxembourgeois. L'association de fait a été créée en 2013, à la suite de 
la loi du 23 octobre 2008 sur la nationalité luxembourgeoise, favorisant l'accès à la nationalité luxembourgeoise par voie de recouvrement. Au début 2024, l'association est composée d'environ 250 bipatrides belges et luxembourgeois; elle organise des activités culturelles en lien avec le Luxembourg.

### Activité poétique
David Colling rédige des haïkus qu'il publie dans des recueils ou des revues poétiques telles que Gong, Traversées, Ardea, Kyoto Haiku Project, Haiku Canada Review,... etc., dans différents pays (France, Japon, Roumanie, Italie, Croatie, Canada...). Il concourt à de nombreux prix internationaux, et est membre de l'Association francophone de Haïku
. En-dehors des haïkus, il collabore ponctuellement à certaines revues poétiques ou publications artistiques. Il est par ailleurs Auditeur Réel du Collège de 'Pataphysique.

## Prix
- Lauréat du Prix Lieutenant-Général Baron de Greef, 2007 (Bruxelles, Belgique), pour ses recherches sur les soldats belges dans l'armée romaine[73]
- 2e Prix du 15e Concours de Haikus du Mainichi - Section Internationale, 2012 (Osaka, Japon)[74]
- 2e Lauréat du Prix Pierre Nothomb[75] 2012 (Habay, Belgique)[76]
- Mentions honorables aux 16e et 22e Concours de Haikus du Mainichi - Section Internationale, 2013 et 2019 (Osaka, Japon)[77],[78]
- Mention honorable au 11e Concours de Haiku de la Revue d'interférences culturelle roumano-japonaise, 2015 (Bucarest, Roumanie)[79]

## Évocations
- David Colling est renseigné comme haïkiste belge dans le roman de Guillaume Sørensen, Le planisphère Libski, publié aux Éditions de l'Olivier en 2019[80].
- Un article du livre Les gueules d'Arlon, édité par le Gletton en 2023, est consacré à David Colling[81].
- Dans le cadre d'une interview de 2020 au sujet de l'héritage colonial belge, la rédaction de La Meuse présente David Colling comme un des historiens les plus respectés du chef-lieu[82].
- Le sculpteur belge Fernand Tomasi fait un clin d'oeil à David Colling sur la Tour de la connaissance, monument qu'il a réalisé au centre de Musson, en Belgique : "En hommage à l'enthousiasme de mon jeune ami David [Colling], archéologue [sic], j'ai gravé sur une face une "ascia" comme le sculpteur romain le faisait, on ne sait trop pourquoi."[83]

## Expositions
En tant que commissaire d'exposition, David Colling a conçu et présenté les expositions suivantes :
Au Musée Gaspar

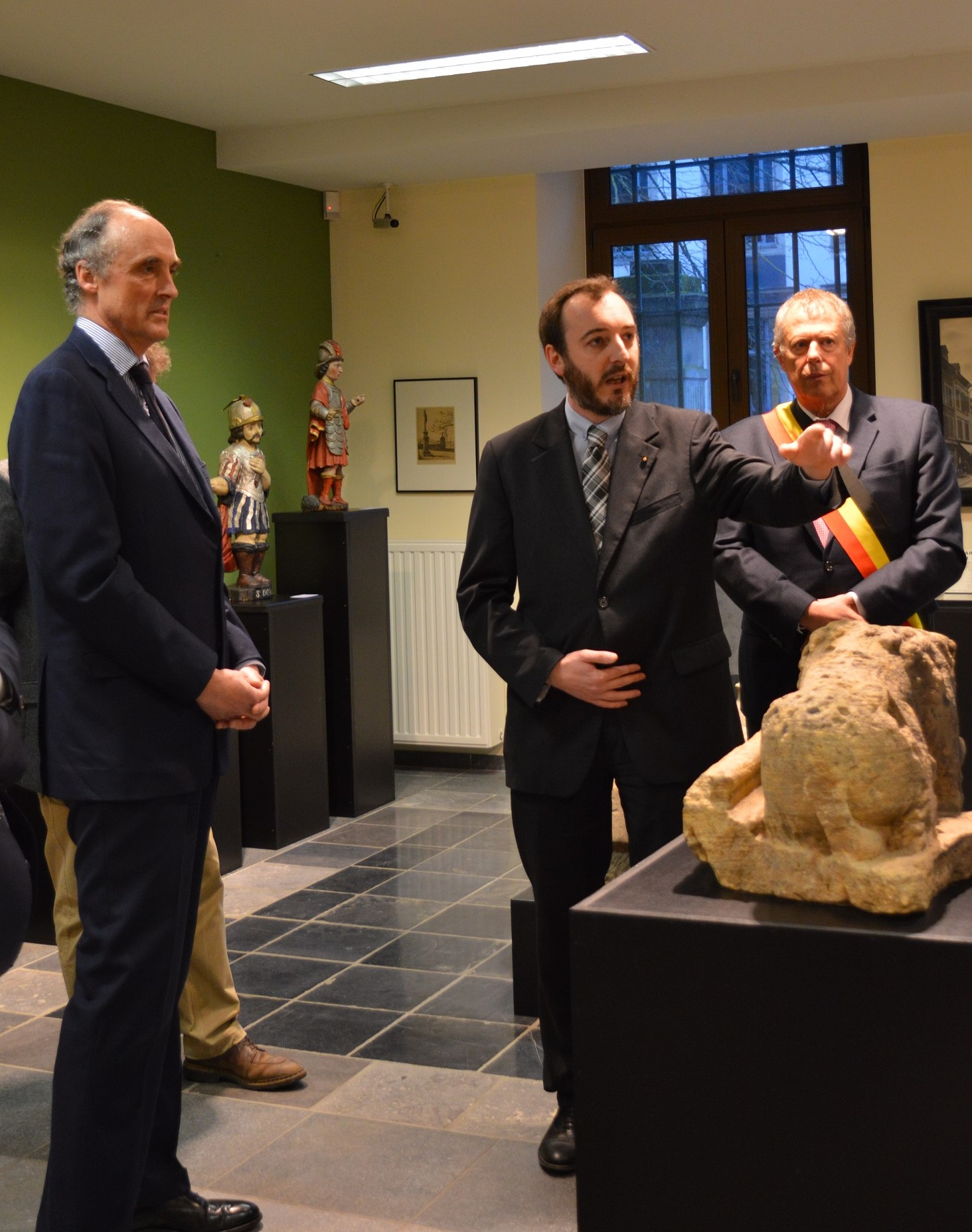
David Colling guidant le prince Lorenz au Musée Gaspar en 2018

- du 27/10/2012 au 14/04/2013 Tout un plat ! Faïences fines d'Attert, Arlon et environs[84],[85],[86]
- du 24/04/2013 au 06/10/2013 Jean Hollenfeltz (1898-1944) : les différents visages du plus grand humaniste arlonais du XXe siècle[87],[88],[89]
- du 25/10/2013 au 13/04/2014 Marie Howet (1897-1984) : pérégrinations d'une artiste luxembourgeoise et européenne[90],[91]
- du 01/05/2014 au 19/12/2014 Arlon 1914-1918 : l'occupation du Sud-Luxembourg durant la Première Guerre mondiale[92],[93],[94],[95],[96],[97]
- du 16/01/2015 au 27/09/2015 Lucien Bidaine (1908-1996) : peintre arlonais, chantre de la nature[98],[99]
- du 16/10/2015 au 05/06/2016 Les Capucins en Luxembourg (1616-1796)[100],[101],[102]
- du 24/06/2016 au 05/03/2017 Godefroid Kurth (1847-1916)[103],[104],[105]
- du 25/03/2017 au 03/12/2017 Les 1001 techniques de la gravure : d'un don à l'autre[106],[107],[108]
- du 09/02/2018 au 15/04/2018 Jérôme de Busleyden, Érasme & More, l'Homme au cœur de la pensée[109],[110],[111],[112],[113]
- du 04/05/2018 au 06/01/2019 Arlon, chef-lieu de province : un destin entre les deux Luxembourg[114],[115],[116]
- du 04/10/2019 au 05/01/2020 Chaque maison a son histoire[117]
- du 25/01/2020 au 19/04/2020 Pol Gavroy (1931-1995) : l'art et la manière[118],[119]
- du 26/05/2020 au 05/01/2021 Ad maiorem Dei gloriam! Les jésuites à Arlon (1855-2001)[120],[121],[122],[123]
- du 23/01/2021 au 25/05/2021 Une exposition peu "commune" : parcours dans les collections artistiques de la Ville d'Arlon[124],[125]
- du 12/06/2021 au 02/01/2022 Camille Lambert (1874-1964) : peintre de la joie, de la vertu et de la volupté[126],[127]

Pour chacune de ces expositions, David Colling a rédigé des notices biographiques, des articles de contextualisation ou des catalogues publiés dans les Bulletins trimestriels,,,,, ou dans les Annales de l'Institut archéologique du Luxembourg,.
Au Musée Archéologique d'Arlon
- du 23/06/2023 au 07/01/2024 : Forêts ? Forêts ! Les musées du Luxembourg belge sortent du bois ; l'exposition rassemble des collections provenant de plusieurs musées de la province, rassemblés dans le collectif "M8"[136],[137].

## Publications (sélection)
Monographies ou ouvrages collectifs
- Ouvrage rédigé avec E. Richard, L. Zeippen : Le Musée archéologique luxembourgeois d'Arlon, Arlon, 2009, 280 p. (ISBN 978-2-80520-036-6)[138]. Cet ouvrage a fait l'objet de plusieurs compte-rendus, parmi lesquels :
  - Compte-rendu en italien de Marco Cavalieri dans Les Études Classiques, 77, 2009, p. 398-400.
  - Compte-rendu de Monique Dondin-Payre dans L'Antiquité classique, 80, 2011, p. 652-653.
  - Compte-rendu de Christine Hoët-Van Cauwenberghe, dans la Revue du Nord, 388, 2010, p. 265-266.
- (de) « Strukturen des kaiserlichen römischen Reiches: was Verwaltungsgrenzen über eine Randregion aussagen », dans Carlo Lejeune, David Engels (dir.), Grenzerfahrungen: eine Geschichte der Deutschsprachigen Gemeinschaft Belgiens, Eupen, 2015 (ISBN 978-3-86712-104-0). Cet ouvrage a fait l'objet de compte-rendus, parmi lesquels :
  - Compte-rendu d'Anthony Alvarez Melero dans Latomus, 78, 2019, p. 544-545.
- Forêts ? Forêts ! Les musées du Luxembourg belge sortent du bois - Catalogue d'exposition 24/06/2023-07/01/2024, Arlon, 2023, 168 p.

Articles historiques
- « Camille Lambert (Arlon 1874 - Juvisy-sur-Orge 1964) : approche biographique », Bulletin trimestriel de l'Institut archéologique du Luxembourg, t. 97, nos 3-4,‎ 2021, p. 3-64 (ISSN 0020-2177, lire en ligne, consulté le 9 février 2024).
- « Spécificités des soldats originaires des provinces germaniques dans l'armée romaine impériale », Le métier de soldat dans le monde romain : actes du cinquième congrès de Lyon organisé le 23-25 septembre 2010 par l'Université de Lyon 3 (Collection d'Études et de Recherches sur l'Occident Romain - CEROR; 42), Lyon,‎ 2013, p. 49-71 (ISBN 978-2-904974-44-1, lire en ligne, consulté le 9 février 2024).
- « Natio Belga », Latomus, t. 72, no 3,‎ 2013, p. 770-780 (ISSN 0023-8856, lire en ligne, consulté le 9 février 2024).
- « Les scènes de banquet funéraire ou Totenmahlreliefs originaires d'Arlon », Bulletin trimestriel de l'Institut archéologique du Luxembourg, t. 87, no 4,‎ 2011, p. 155-176 (lire en ligne, consulté le 9 février 2024)
- « Soldats belges dans la ville de Rome à l'époque impériale », L'Antiquité classique, t. 79,‎ 2010, p. 213-240 (ISSN 0770-2817, lire en ligne, consulté le 9 février 2024)
- « Perceptions chrétiennes des pratiques divinatoires romaines », Revue belge de philologie et d'histoire, t. 85,‎ 2007, p. 93-124 (ISSN 0035-0818, lire en ligne, consulté le 9 février 2024)

Articles littéraires
- Le haïku à la mode ?, dans Traversées, 75, 2015.
  - Compte-rendu de Marie-Nöelle Hopital dans Ploc¡ la lettre du haïku, 78, 2015, p. 10-12 : "Il faut saluer cette heureuse initiative, noter l’élégance de la présentation et la pertinence de l’introduction de David Colling qui s’interroge sur l’actualité du genre, en brosse l’histoire et en risque une définition ; il s’appuie sur Basho [---] et répond de façon brève, claire et précise aux questions sur ce que signifient haïbun et haïga".
- Janus et Georges Thinès, dans Georges Thinès : la science du poème, Amay, coll. « L'Arbre à Paroles », 2011, 33-37 p. (ISBN 978-2-87406-511-8).
- Le terreau arlonais de la vocation d'Edouard Martial Lekeux o.f.m., écrivain et héros de la Première Guerre mondiale, dans Cahiers de l'Académie luxembourgeoise, 27, 2015, p. 183-201.

## Héraldique

Blason de la famille Colling

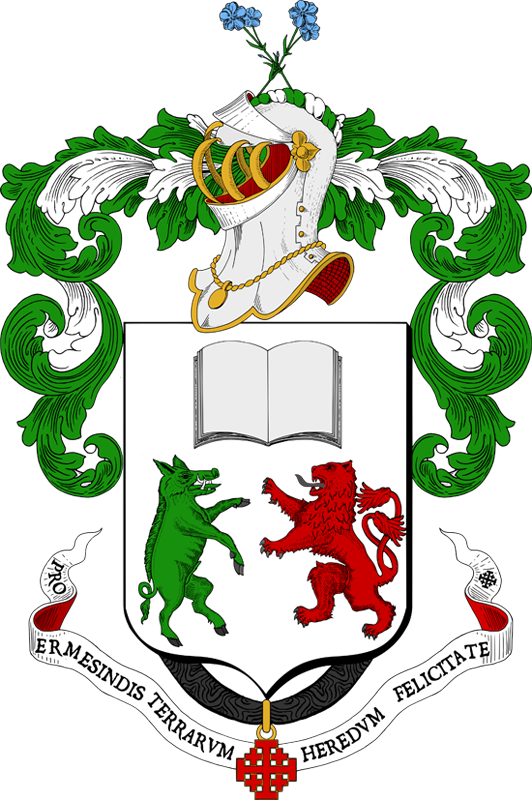
Grandes armes de David Colling

Les armoiries de la famille Colling se blasonnent comme suit :
D'argent au sanglier et au lion affrontés, le sanglier de sinople, défendu d'argent et onglé de sable ; le lion à la queue fourchée et passée en sautoir de gueules, armé et lampassé de sable, le tout accompagné en chef d'un livre ouvert au naturel.
L'écu surmonté d'un heaume d'argent grillé, colleté et liseré d'or, doublé et attaché de gueules, aux bourrelet et lambrequins de sinople et d'argent.
David Colling y a fait ajouter la croix de l'ordre équestre du Saint Sépulcre de Jérusalem appendue à un ruban de sable limité à la pointe de l'écu, en raison de sa qualité de commandeur au sein de l'ordre. Ce privilège héraldique est non transmissible.
Cimier : deux tiges de lin comportant chacune un bouton et deux fleurs au naturel, le tout passé en sautoir.
Devise : Pro Ermesindis terrarum heredum felicitate, en lettres de sable sur un listel d'argent, doublé de gueules.
Les armoiries de la famille Colling ont été officiellement enregistrées par le Gouvernement de la Communauté française de Belgique le 15 avril 2015 et dévolues à tous les descendants des parents de David Colling porteurs du nom.

## Distinctions
Commandeur de l’ordre équestre du Saint-Sépulcre de Jérusalem ( Vatican, 2014)

 Médaille du pèlerin de Jérusalem ( Saint-Siège, 2017)